# Dieter Birk
Dieter Birk (* 16. Juni 1946 in Freising; † 30. Mai 2021) war ein deutscher Rechtswissenschaftler und Hochschullehrer an der Universität Münster.

## Leben
Nach dem Studium der Rechtswissenschaften an den Universitäten in Tübingen, München und Regensburg legte er 1970 seine erste juristische Staatsprüfung ab. 1973 wurde er von der juristischen Fakultät der Universität Regensburg promoviert. Nach dem Assessorexamen 1975 in München und kurzer anwaltlicher Tätigkeit habilitierte er sich 1981 an der juristischen Fakultät der Universität München. Seine Habilitationsschrift mit dem Thema „Das Leistungsfähigkeitsprinzip als Maßstab der Steuernormen“ wurde mit dem Albert-Hensel-Preis ausgezeichnet.
Seit 1982 war er als Nachfolger von Paul Kirchhof Direktor des Instituts für Steuerrecht an der Universität Münster. Von 1985 bis 1997 war er Richter im Nebenamt am Finanzgericht Münster. Zum Wintersemester 2011/2012 wurde Birk emeritiert. Seit 1998 war er bis zu seinem Ableben im Mai 2021 als Of counsel der Sozietät Pöllath + Partner tätig.
Im September 2019 gehörte er zu den etwa 100 Staatsrechtslehrern, die sich mit dem offenen Aufruf zum Wahlrecht Verkleinert den Bundestag! an den Deutschen Bundestag wandten.